# António de Almeida Brandão
António de Almeida Brandão OB (Rossas, Arouca, Área Metropolitana do Porto,  26 de Abril de 1893 - Rossas, Arouca, Área Metropolitana do Porto, 15 de Janeiro de 1986) foi um autarca e personalidade que fundou e presidiu a várias instituições no município de Arouca, concelho da Área Metropolitana do Porto, durante o século XX. Foi o fundador, no ano de 1944, da Feira das Colheitas, na altura em que era gerente do Grémio da Lavoura de Arouca e presidente da Câmara Municipal de Arouca, tendo sido o organizador e promotor deste evento que se tornou as 'Festas Oficiais do Município de Arouca' .

## Início de vida
António de Almeida Brandão nasceu a 26 de Abril de 1893, na freguesia de Rossas, Arouca, na «Casa de Telarda», lugar de Telarda, filho de José de Almeida Brandão (da Família «de Almeida Brandão», da «Casa de Telarda») e de Maria Soares de Figueiredo (da Família «Soares de Figueiredo», da Quinta do Toural - freguesia de Canelas (Arouca): uma família de proprietários, quer pelo lado paterno quer pelo lado materno. Com o falecimento de Maria Soares de Figueiredo, José de Almeida Brandão casaria de novo, com uma tia paterna de Domingos de Pinho Brandão, de quem António de Almeida Brandão, para além de parente, era amigo, tendo também a filha mais velha de António de Almeida Brandão, Lilita de Almeida Azevedo Brandão, se casado com um dos irmãos de Domingos de Pinho Brandão: Amaro Martins de Pinho Brandão.
Viveu os primeiros anos na «Casa de Telarda», no lugar de Telarda, um lugar que fica numa pequena colina, na margem direita do rio Arda, entre o lugar da Costa e o lugar de Zendo, no vale do rio Arda, na freguesia de Rossas (Arouca). Frequentou a escola local em Arouca e, mais tarde, o Seminário Maior do Porto, onde se formou em Teologia, não tendo, contudo, sido ordenado sacerdote, por sentir que não tinha vocação, apesar de ter sido sempre um homem muito religioso.
Foi professor de filosofia, durante dois anos, no Colégio Internato dos Carvalhos, em Vila Nova de Gaia.
Viveu entre Arouca e o Porto.
A família «d'Almeida Brandão», da «Casa de Telarda», tem a sua génese na «Casa da Vinha do Souto», na freguesia vizinha de Várzea (Arouca). Um dos elementos, por inerência, da família da «Casa da Vinha do Souto», Luciana Laurinda Libania de Almeida (Abreu Freire) Brandão legou, como herança, a «Casa da Vinha do Souto» ao seu sobrinho, do Morgadio de Avanca, António Tomás de Sá e Resende de Abreu Freire Valente, familiar do professor universitário, médico e Prémio Nobel da Medicina António Egas Moniz: António Caetano de Abreu Freire Egas Moniz, cujo tio, Augusto de Pina Resende de Abreu Freire, vendeu a Casa do Outeiro, situada no lugar do Outeiro, em Rôssas, ao pai de D. Domingos de Pinho Brandão. O Vice-Presidente do segundo mandato do Executivo camarário, presidido por António de Almeida Brandão, Joaquim Brandão de Almeida, que lhe sucedeu no Executivo camarário, em Arouca, também é descendente dos familiares da «Casa da Vinha do Souto», da freguesia vizinha de Várzea (Arouca).

## Percurso biográfico
Em Arouca, presidiu a vários cargos durante o século XX: entre outros cargos, foi gerente e presidente do Grémio da Lavoura de Arouca, fundador, director e gerente da Cooperativa Agrícola dos Produtores de Lacticínios (que deram origem à Cooperativa Agrícola de Arouca), Mesário da Santa Casa da  Misericórdia de Arouca, director do Jornal «Defesa de Arouca» (reactivado, na sua 2ª Série, com o impulso económico do banqueiro Afonso Pinto de Magalhães, fundador e presidente da Sonae, que convidou António de Almeida Brandão para seu director),[carece de fontes?] fundador e director do periódico Defesa Agrícola - Órgão do Grémio da Lavoura, tendo sido o fundador, organizador e promotor da célebre Feira das Colheitas, Festas Oficiais do Município de Arouca, na altura em que era gerente do Grémio da Lavoura de Arouca e presidente da Câmara Municipal de Arouca.
António de Almeida Brandão nasceu numa família monárquica e era monárquico e, devido a essa origem familiar monárquica e a essa identidade tradicional e conservadora, exerceu vários cargos políticos durante o regime do Estado Novo (Portugal). Exerceu os cargos políticos de secretário da Junta de Freguesia de Rossas (Arouca), vogal da Câmara Municipal de Arouca, Vice-Presidente da Câmara Municipal de Arouca (entre 29 de janeiro de 1941 e 18 de novembro de 1941) e Presidente da Câmara Municipal de Arouca durante dois mandatos (1º: 24 de novembro de 1941 e 8 de maio de 1946 / 2º: 2 de julho de 1962 e 2 de julho de 1970)), numa acção política moderada e muito empreendedora, tendo inclusive tido várias acções institucionais de oposição às próprias decisões do regime do Estado Novo (Portugal).
A fundação da Feira das Colheitas é uma das suas iniciativas mais importantes e simbólicas e que não se relaciona com uma política central do Estado Novo (Portugal). Pela iniciativa estrutural de António de Almeida Brandão, com a criação da Feira das Colheitas, foram tomadas várias medidas para estimular os proprietários e os lavradores ao melhoramento do trato das terras agrícolas com o objectivo de aumentar, de modo substancial, a produção agrícola, mas também para dinamizar os arouquenses para revitalizarem a cultura autóctone de Arouca, numa altura em que se formaram, pela primeira vez, agrupamentos folclóricos, que se reuniriam, todos os anos, em Setembro, na vila de Arouca, na Feira das Colheitas. Pensada no contexto da II Guerra Mundial, com o objectivo primeiro de tornar o concelho auto-suficiente, em termos de produção agrícola, a Feira das Colheitas revelou-se, de imediato, como um certame extremamente inovador, pela dinâmica que imprimiu à economia e à cultura de Arouca, sendo, no presente, o evento mais relevante do concelho de Arouca, tendo-se tornado as festas oficiais do município .
A Feira das Colheitas, apesar de ter sido organizada, em termos institucionais, a partir do Grémio da Lavoura de Arouca, do qual António de Almeida Brandão foi seu gerente e presidente, foi um evento que foi desenvolvido, fomentado e organizado anos consecutivos pela sua iniciativa estrutural, tal como esclarece o etnógrafo arouquense Albano Ferreira:
" A Feira das Colheitas deixou já de ser um acidente na vida do concelho, porque se tornou no acontecimento, na «realidade» da nossa terra. O que ontem foi ou teria sido uma tentativa ou uma experiência transformou-se já numa tradição radicada, que não pode perder-se nem abastardar-se, mas antes manter-se viva e engrandecida. É hoje, sem dúvida, a maior festa - porque de festa, afinal, se trata - a mais querida e ansiada de toda a gente: - para os lavradores, como obra sua e revelação das suas possibilidades e do seu esforço; para o comércio, a única oportunidade grande para o seu negócio; para a gente moça, ocasião de mostrar as suas graças no palco da Praça e para os forasteiros motivo de atracção ou curiosidade ou, como hoje se diria, de cartaz de uma terra antiga e cheia de tradições. A Feira da das Colheitas é uma organização imediata do Grémio da Lavoura, mas, na realidade, um empreendimento de um só homem - o senhor António de Almeida Brandão. E, como realização de um só homem, sujeita a percalços e a contingências, que se torna necessário acautelar para que se não venha a perder esta admirável realidade que é a Feira das Colheitas. O dinâmico e aparentemente sorumbático empreiteiro da Feira tem sido e é, sem ofensa ou menosprezo para quem quer que seja que tenha estado à frente ou colaborado na obra ou finalidade do Grémio da Lavoura, pela continuidade de presença neste organismo, o homem indicado para estar à sua frente, pois muito a tem prestigiado. Senhor António de Almeida Brandão: Vemos o perigo, sempre iminente, da sua ausência ou desaparecimento. O Grémio é um organismo electivo, isto é: pode ou não conservar ou afastar os seus dirigentes e demitir os seus funcionários. E como homem, o senhor António de Almeida Brandão, está sujeito às contingências (longe vá o agouro...) da doença e da morte. E é ocasião de perguntar: Que sucederia se alguns destes fenómenos surgissem? Quem estaria aí, como testamenteiro, para continuar a obra do senhor António de Almeida Brandão? Quererá ele, como arouquense, que se perca ou esqueça uma obra que é sua? Ao próprio dinâmico e calado obreiro deixo a resposta a esta pergunta no que ela contém de perigo e precaução. (...)".
António de Almeida Brandão tinha uma personalidade carismática, um temperamento conservador e humanista. Só teve um cargo remunerado: o de gerente do Grémio da Lavoura de Arouca, do qual teve apenas uma pequena e simbólica reforma. Tinha vários amigos da oposição política, como descreve nas suas Memórias, tendo tido várias acções institucionais de oposição às próprias decisões do regime do Estado Novo (Portugal), sendo uma das mais relevantes a reintegração, como médico municipal de Arouca, do Dr. Ângelo Miranda, pai do banqueiro Afonso Pinto de Magalhães, fundador e presidente da Sonae, que tinha sido destituído pelo regime do Estado Novo (Portugal). Era a favor da transição serena do regime do Estado Novo (Portugal) para a Democracia Parlamentar e Representativa e um crítico forte da forma esclavagista como os portugueses colonizaram África e como se deu o processo abrupto de descolonização na década de 70 do século XX, sendo avesso a revoluções de natureza marxista. Era um entusiasta do progresso e da aplicação das Ciências e das Técnicas, nomeadamente nas áreas da Medicina e da Agricultura. Em Arouca, na década de setenta do século XX, representa a vontade política de transição serena, ocorrida na Primavera Marcelista, para a Democracia Parlamentar e Representativa, possuindo um perfil ideológico que se enquadraria na Democracia cristã .
A 2 de Outubro de 1970, foi condecorado, pela Presidência da República Portuguesa, como Oficial da Ordem de Benemerência. Nesse mesmo ano, foi agraciado, com um Voto de Louvor por unanimidade, por zelo, competência e dedicação, pela Câmara Municipal de Arouca, como reconhecimento da relevância do seu trabalho autárquico em Arouca.
Em Março de 1982, foi-lhe atribuída a 'Medalha de Pioneiro', pela LACTICOOP - União das Cooperativas de Produtores de Leite entre Douro e Mondego, pelo contributo que prestou à causa do Cooperativismo , em cuja área a sua acção foi das mais relevantes.
No início da década de 90 do século XX, foi-lhe atribuído, pela Câmara Municipal de Arouca do período democrático, o nome de uma rua no centro da vila de Arouca: a rua António de Almeida Brandão .
No ano de 1999, a Universidade Nova de Lisboa, num esforço que envolveu várias personalidades e instituições, publicou a primeira edição das suas memórias escritas, que são uma parte dos seus escritos e descrevem o seu percurso de homem público, bem como um trabalho etnográfico da sua autoria que se debruça sobre a freguesia de Rossas, tendo sido lançadas no concelho de Arouca, pela Universidade Nova de Lisboa, no mês de Junho de 1999, que foram apresentadas por três elementos da Universidade Nova de Lisboa e por um representante e dois elementos da família de António de Almeida Brandão, num evento que contou com a actuação do Grupo de Teatro da Associação Social, Cultural e Desportiva «Unidos de Rossas», do Grupo de Corais do Conjunto Etnográfico de Moldes e de um grupo de cantares tradicionais de mulheres de Rossas. A principal recensão do livro foi feita pelo Professor Doutor Arnaldo de Pinho, Professor Catedrático da Universidade Católica Portuguesa do Porto. O livro também teve várias apreciações escritas na imprensa concelhia, distrital e nacional.
As Memórias de António de Almeida Brandão são citadas na História de Portugal de Rui Ramos, Bernardo de Vasconcelos e Sousa e Nuno Gonçalo Monteiro, na parte que se debruça sobre o Estado Novo: História de Portugal, A Esfera dos Livros, 4ª edição, Lisboa, 2010, pp. 627–661, na nota 76: (António de Almeida Brandão, Memórias de um Arouquense, Lisboa, 1999, pp. 30, 47).
Faleceu no dia 15 de Janeiro de 1986, aos 92 anos, na sua casa do lugar de Eidim, em Rossas, Arouca, onde viveu grande parte da sua vida, com a esposa Florinda Joaquina de Azevedo, com quem teve oito filhos: Lilita de Almeida Azevedo Brandão (já falecida), Ângelo de Almeida Azevedo (já falecido), Elísio de Almeida Azevedo, Óscar de Azevedo Brandão, Zulmira de Almeida Azevedo Brandão, António de Almeida Azevedo Brandão, Joaquim de Azevedo Brandão e Manuel de Azevedo Brandão, dos quais tem netos, bisnetos e trinetos.

## Algumas obras escritas
- António de Almeida Brandão, Memórias de um Arouquense: As Minhas Notas - Recordações duma Vida / Rôssas no meu Tempo, Universidade Nova de Lisboa - Colecção «Ambientes Sociais» do ISER, 1999, Departamento de Sociologia da Faculdade de Ciências Sociais e Humanas. O livro corresponde à primeira edição de um manuscrito constituído pelas memórias da vida pública do autor e por um estudo etnográfico sobre a evolução da Freguesia de Rossas (Arouca), durante oitenta anos. Teve a colaboração da Família «de Almeida Brandão», do pintor José Carlos Belém, do jornalista Alberto Pinho Gonçalves, da associação cultural Conjunto Etnográfico de Moldes, da Associação Social, Cultural e Desportiva «Unidos de Rossas», da Associação de Defesa da Cultura Arouquense e do Jornal «Defesa de Arouca». Foi lançado, pela Universidade Nova de Lisboa, em Arouca, no mês de Junho de 1999.
- Almeida Brandão (A.B.), "A Feira das Colheitas: como surgiu e como cresceu", em revista Aveiro e o seu Distrito, nº4, Dezembro de 1967, pp. 68–70.
- Defesa agrícola - Órgão do Grémio da Lavoura/ dir. A. Almeida Brandão; ed. A. Brandão de Vasconcelos, A. 1, no 1- 1946-, Cucujäes: Escola Tip. das Missões.
- Editoriais e inúmeros textos publicados na II Série do Jornal «Defesa de Arouca» - Semanário Defensor dos Interesses do Concelho, que dirigiu desde 7 de Maio de 1955 até Abril de 1974.